# Sieben Gemeinden (Italien)
Die Sieben Gemeinden (italienisch Sette Comuni, zimbrisch Siben Komoin, Siben Kaméün) sind beziehungsweise waren eine deutsche Sprachinsel der Zimbern.
Geographisch spricht man auch von der nach dem Hauptort Asiago benannten Hochebene von Asiago (italienisch Altopiano di Asiago) oder der Hochebene der Sieben Gemeinden (italienisch Altopiano dei Sette Comuni, zimbrisch Hoga Ebene bon Siben Komoine oder Hòoge Vüüronge dar Siban Komòine). Sie liegt im Altovicentino, also in der oberitalienischen Provinz Vicenza der Region Venetien, nördlich von Vicenza beziehungsweise westlich von Bassano del Grappa auf etwa 700 bis 1200 Metern Höhe. Durch die Bildung neuer Gemeinden und Eingemeindungen hat sich die Anzahl der Gemeinden im Laufe der Geschichte mehrmals verändert.

## Geschichte und Sprache
Die ausgedehnte Hochebene von Asiago in den südlichen Voralpen wurde laut sprachvergleichenden Untersuchungen um 1050 bis 1100 von deutschen Bauern aus dem bayerisch-alemannischen Raum besiedelt und urbar gemacht. Die sieben sich herausbildenden deutschen Orte schlossen sich im Bund der Sieben Gemeinden zusammen. Nachdem die angrenzenden Herrschaften diese Rechte und Selbstverwaltung anerkannt hatten, bildeten die Sieben Gemeinden von 1310 bis 1807 eine weitgehend eigenständige deutsche Bauernrepublik. Durch Unterordnung bei Anerkennung der Sonderrechte fanden die Sieben Gemeinden Schutz bei mächtigen Nachbarn, zunächst bei den Scaligern von Verona, dann bei den Visconti von Mailand.
Die sogenannte zimbrische Sprachvariante der Sieben Gemeinden weist bis heute deutliche Elemente des bayerischen frühen Mittelhochdeutschen und sogar des Althochdeutschen auf, so dass es den ältesten Sprachstand aller Varianten des „Zimbrischen“ aufweist und daher für die Sprachwissenschaft von sehr großem Interesse ist.
Die am 29. Juni 1310 verfassten Statuten der Sieben Gemeinden tragen den Titel: „Dise saint Siben, Alte Komeun, Prudere Liben“ (Liebe Brüder, das sind die Sieben alten Gemeinden). 1405 unterstellten sie sich der Republik Venedig, die das Statut und die Sonderrechte (zum Beispiel das Recht des freien Waffentragens) anerkannte. Die Gemeinden belieferten die Republik Venedig mit Holz für den Bau von Schiffen.
1796 kamen die Sieben Gemeinden mit Venetien zu Österreich. Conco wurde eigenständige und somit achte Gemeinde. In den napoleonischen Kriegen wechselte der Besitz mehrfach. 1807 hob Napoléon das Sonderstatut der Sieben Gemeinden und damit deren Eigenständigkeit auf. 1815 kam das Gebiet wieder zu Österreich und wurde Teil des österreichischen Königreichs Lombardo-Venetien. In Unkenntnis der Lage auf der Hochebene führte die österreichische Verwaltung die italienische Schul- und Amtssprache ein und leitete damit die Italianisierung der gesamten Hochfläche ein.
Im Jahr 1866 wurde die Hochebene im Zuge des italienischen Risorgimento mit Venetien an das Königreich Italien angeschlossen. Obwohl sich inzwischen auch deutsche Volkskundler für die deutsche Sprachinsel zu interessieren begannen, wurde die Italianisierung nach der italienischen Einigung schnell vorangetrieben. Damals wurden die meisten Ortsnamen italianisiert. Die ersten Ethnologen, die die Sprachinsel besuchten, versuchten sich unter dem Einfluss der Romantik deren Existenz durch Rückgriff auf frühe germanische Züge nach Italien zu erklären. Sie meinten, die Deutschen der Sieben Gemeinden seien Nachkommen der germanischen Kimbern, die im ausgehenden 2. Jahrhundert v. Chr. nach Italien zogen und von den Römern besiegt wurden. Von dieser irrigen Annahme leitet sich die heute in den kleinen deutschen Sprachinseln Norditaliens häufig gebrauchte Selbstbezeichnung als „Zimbern“ ab.
Mit der Kriegserklärung Italiens an Österreich-Ungarn am 23. Mai 1915 wurden die Sieben Gemeinden zum unmittelbaren Frontgebiet und Schauplatz einiger der erbittertsten Schlachten des Dolomitenkriegs. Die Dörfer wurden in Schutt und Asche gelegt, und da die Sieben Gemeinden auf der italienischen Seite der Frontlinie lagen, ihre Einwohner in die Poebene umgesiedelt. Dort wurden sie gezwungen, selbst im privaten und familiären Bereich italienisch zu sprechen, um von der italienischen Bevölkerung nicht als Feinde und Verräter betrachtet zu werden. Viele kehrten nie mehr auf die Hochebene der Sieben Gemeinden zurück.
Seit der Evakuierung 1915 und der Politik der Italianisierung durch die Faschisten (1922–1943) unter der Federführung von Ettore Tolomei, die den Gebrauch des Deutschen nicht nur im öffentlichen, sondern auch im privaten Bereich unter Strafe stellten, hat sich das Zimberndeutsch nur noch in kleinen Teilen der Sieben Gemeinden als Nischensprache halten können: Während es in Asiago nicht mehr gesprochen wird, gibt es im Wesentlichen nur noch in Roana und dessen Ortsteil Mezzaselva Zimbrischsprechende, allerdings schon lange nur noch als Minderheit in den eigenen Dörfern, im Gegensatz zum ungefähr 30 km nordwestlich gelegenen Lusern, wo etwa 90 % der Einwohner auch im täglichen Leben zimbrisch sprechen.
Heute gibt es in Roana das gut ausgestattete „Kulturinstitut Agustin Prunner“ und eine überregionale Zusammenarbeit mit den anderen Sprachinseln der Zimbern (Lusern, Fersental, Sappada, Sauris, Dreizehn Gemeinden, Timau).
Familien- und Flurnamen dokumentieren im Bereich der Sieben Gemeinden, dass ursprünglich einmal deren gesamtes Gebiet zimbrisch geprägt war.
Die heutigen Bewohner der Sieben Gemeinden – nicht nur die Zimbrischsprechenden – sind sich aber der besonderen Geschichte und Tradition ihrer Region bewusst und versuchen, das zu bewahren, was davon noch übrig geblieben ist. 2007 sprach sich in einem Referendum ein Großteil der Bevölkerung für die Abtrennung des Gebiets vom Veneto und den Anschluss an die Autonome Region Trentino-Südtirol aus, konnte aber weder in den Landtagen von Südtirol bzw. Trentino noch im Regionalrat von Trentino-Südtirol entsprechende Unterstützung finden.

## Sprachbeispiele
Die volkssprachlichen Teile der hl. Messe wurden ins Zimbrische übertragen und in einer gedruckten „Messa in cimbro“ zugänglich gemacht.
Das Sanctus lautet in dieser zimbrischen Fassung folgendermaßen:
| Hoolik, hoolik, hoolik dar Guute Heere, Gott von allar dar belte. Dar hümmel und d'eerda zaint voll von dar dain glorien. Hosanna in hoghen hümmel. Gabaighet zai dear ba khimmet in naamen me Guuten Heeren. Hossanna in Hümmel. |

## Liste der Sieben Gemeinden

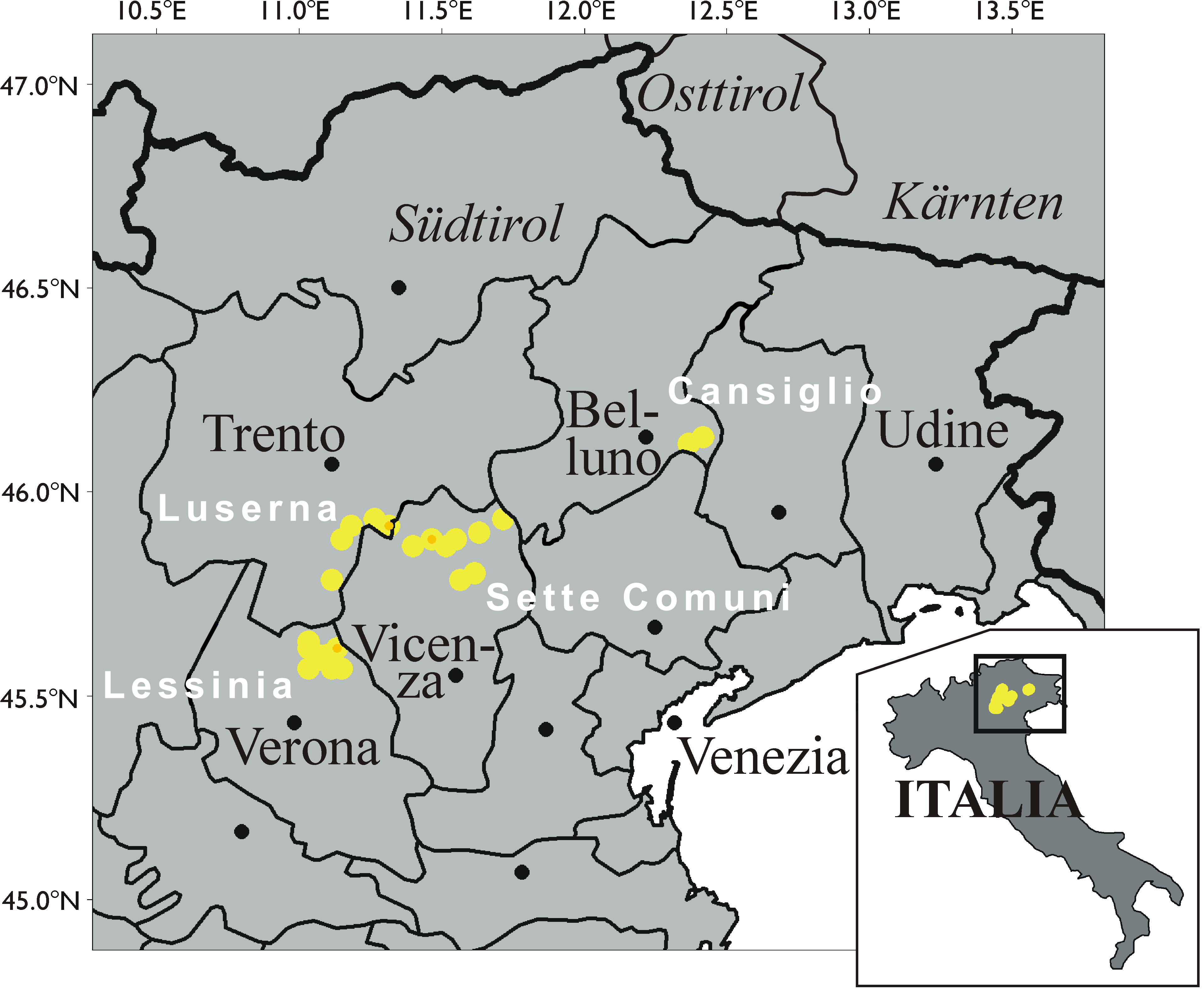
Lage der „7 Comoine“

Die historischen Gemeinden sind:
| italienischer Name | zimbrischer Name   | deutscher Name                 | Einwohner (2011) | Bemerkung |
| ------------------ | ------------------ | ------------------------------ | ---------------- | --- |
| Asiago             | Sleghe/Schlege     | Sleghe/Schlege (auch Schlägen) | 6.496            | |
| Enego              | Genebe oder Jeneve | Jeneve                         | 1.834            | |
| Foza               | Vüsche             |                                | 729              | |
| Gallio             | Ghel               | Gelle                          | 2.458            | |
| Lusiana            | Lusaan             |                                | 2.773            | nicht zu verwechseln mit Lusern (italienisch Luserna) seit 2019 Fraktion; bildet seitdem zusammen mit Conco die Gemeinde Lusiana Conco |
| Roana              | Robaan             | Robaan (auch Rain)             | 4.343            | |
| Rotzo              | Rotz               | Rotz (auch Ross)               | 640              | |
| Conco              | Kunken             | Kunken                         | 2.206            | zwischen 1796 und 2019 eigenständige achte Gemeinde. Vormals Ortsteil von Lusiana, seit 2019 Fraktion der Gemeinde Lusiana Conco       |